# Edward Arthur Milne
Edward Arthur Milne (Kingston upon Hull, Yorkshire del Este, Inglaterra; 14 de febrero de 1896 – Dublín; 21 de septiembre de 1950) fue un astrofísico y matemático británico, que se dedicó especialmente a la cosmología.

## Semblanza
Milne asistió a la escuela en Hymers, donde obtuvo una beca abierta para estudiar matemáticas y ciencias naturales en el Trinity College de Cambridge en 1914, consiguiendo la mejor marca que nunca se había otorgado en el examen de ingreso.
Fue miembro del Trinity College de Cambridge (1919–1925), vicedirector del observatorio solar de física (1920–1924), profesor de matemáticas en el Trinity (1924–1925) y conferenciando/profesor de universidad de astrofísica (1922–1925). Trabajó como profesor de matemática aplicada en la Victoria University de Mánchester (1924–1928), antes de emplearse como profesor de matemáticas y obtener una beca en el Wadham College de Oxford en 1928. 
El primer trabajo de Milne versó sobre astrofísica matemática. Desde 1932 también investigó sobre el problema del universo en expansión, analizándolo en su obra "Relativity, Gravitation, and World-Structure" (Relatividad, Gravitación, y Estructura del Mundo) (1935), en la que propone una alternativa a la teoría de la relatividad general de Albert Einstein. La diferencia principal entre el modelo de Milne de un universo en expansión con respecto al de Einstein consistía en que Milne no asumía a priori que el universo tenga una distribución de materia homogénea. Tampoco consideraba en su modelo la interacción de la gravitación.
Su trabajo posterior, donde se ocupaba de la estructura del interior de las estrellas, provocó una controversia. Milne fue presidente de la Real Sociedad Astronómica desde 1943 a 1945. 
Al igual que Charles Coulson, fue uno de los pioneros en abordar discusiones públicas acerca de la relación entre la ciencia y la religión.
Murió de un ataque de corazón en Dublín, mientras preparaba un ciclo de conferencias, que se publicaron conjuntamente con una de sus últimas obras: Cosmología moderna y la idea cristiana de Dios (1952).

## Reconocimientos
- Miembro de la Royal Society.
- Recibió la Medalla de oro de la Real Sociedad Astronómica (1935), la Medalla Real de la Royal Society (1941) y la Medalla Bruce (1945).

## Obras
- Thermodynamics of the Stars (1930)
- The White Dwarf Stars (1932)
- Relativity, Gravitation and World-Structure (1935)
- Kinematic Relativity (1948)
- The White Dwarf Stars, Oxford: Clarendon Press, 1932.
- Relativity, gravitation and world-structure, Oxford: Clarendon Press, 1935.
- The Inverse Square Law of Gravitation, London: Harrison and Son, 1936.
- The Fundamental Concepts of Natural Philosophy, Edinburgh: Oliver & Boyd, 1943.
- Kinematic relativity; a sequel to Relativity, gravitation and world structure, Oxford: Clarendon Press, 1948.
- Vectorial Mechanics, New York: Interscience Publishers, 1948.
- Modern Cosmology and the Christian Idea of God, Oxford: Clarendon Press, 1952.
- Sir James Jeans: A Biography, Cambridge University Press, 1952.

## Eponimia
- El cráter lunar Milne lleva este nombre en su memoria.[1]
- El asteroide (11767) Milne también conmemora su nombre.[2]